# Isabelle Meerhaeghe
Pour les articles homonymes, voir Meerhaeghe.
Isabelle Meerhaeghe, née à Tournai le 13 juin 1966 est une femme politique belge, membre d'Ecolo.

## Biographie
Elle est licenciée en journalisme à l'Université libre de Bruxelles.
Après un bref passage au Drapeau Rouge, elle est journaliste, secrétaire de rédaction et présentatrice à Télésambre, chaîne de télévision régionale publique émettant pour la région Charleroi et le sud du Hainaut.

En 2002, elle sera attachée de presse de Nicole Maréchal, Ministre Ecolo de l'Aide à la jeunesse et de la Sante de la Communauté française de Belgique avant de devenir responsable des organisations d'événements et d'actions pour le parti Ecolo.
Elle est élue Députée wallonne le 7 juin 2009,, et siège jusqu'au 25 mai 2014.
Elle exerce la fonction de secrétaire fédérale de la fédération de la CSC Namur-Dinant depuis le 1er février 2018.

## Carrière politique
Mandats politiques exercés antérieurement ou actuellement
- 2006-2007 : Conseillère communale à Courcelles
- 2009-2014 : Députée wallonne et de la Communauté française.